# Z
 Ovo je glavno značenje pojma Z. Za druga značenja pogledajte Z (razdvojba).
Z je 29. slovo hrvatske abecede. Označava zvučni alveolarni frikativni suglasnik. Također je:
- u matematici oznaka za treću nepoznanicu (uz X i Y)
- u SI sustavu oznaka za prefiks zepto (z, 10-21) i zeta (Z, 1021)

## Povijest
Razvoj slova „Z” moguće je pratiti tijekom povijesti:
| Protosemitsko ze | Feničko zajin | Grčko zeta | Etruščansko Z | Rimsko Z |
| Protosemitsko ze | Feničko zajin | Grčko zeta | Etruščansko Z | Rimsko Z |